# Блаувестад
Блаувестад (нід. Blauwestad) — село у провінції Гронінген, на північному сході Нідерландів. Розташоване у муніципалітеті Олдамбт. Блаувестад знаходиться на східному березі штучного озера Олдамбтмер.